# فرودگاه صحرایی ژنرال ویلیم فاکس
فرودگاه صحرایی ژنرال ویلیم فاکس (به انگلیسی: General William J. Fox Airfield) یک فرودگاه همگانی با کد یاتا WJF است که یک باند فرود آسفالت دارد و طول باند آن ۲۱۹۵ متر است. این فرودگاه در کشور ایالات متحده آمریکا قرار دارد و در ارتفاع ۷۱۵٫۷ متری از سطح دریا واقع شده‌است.